# Weizmann-Institut für Wissenschaften

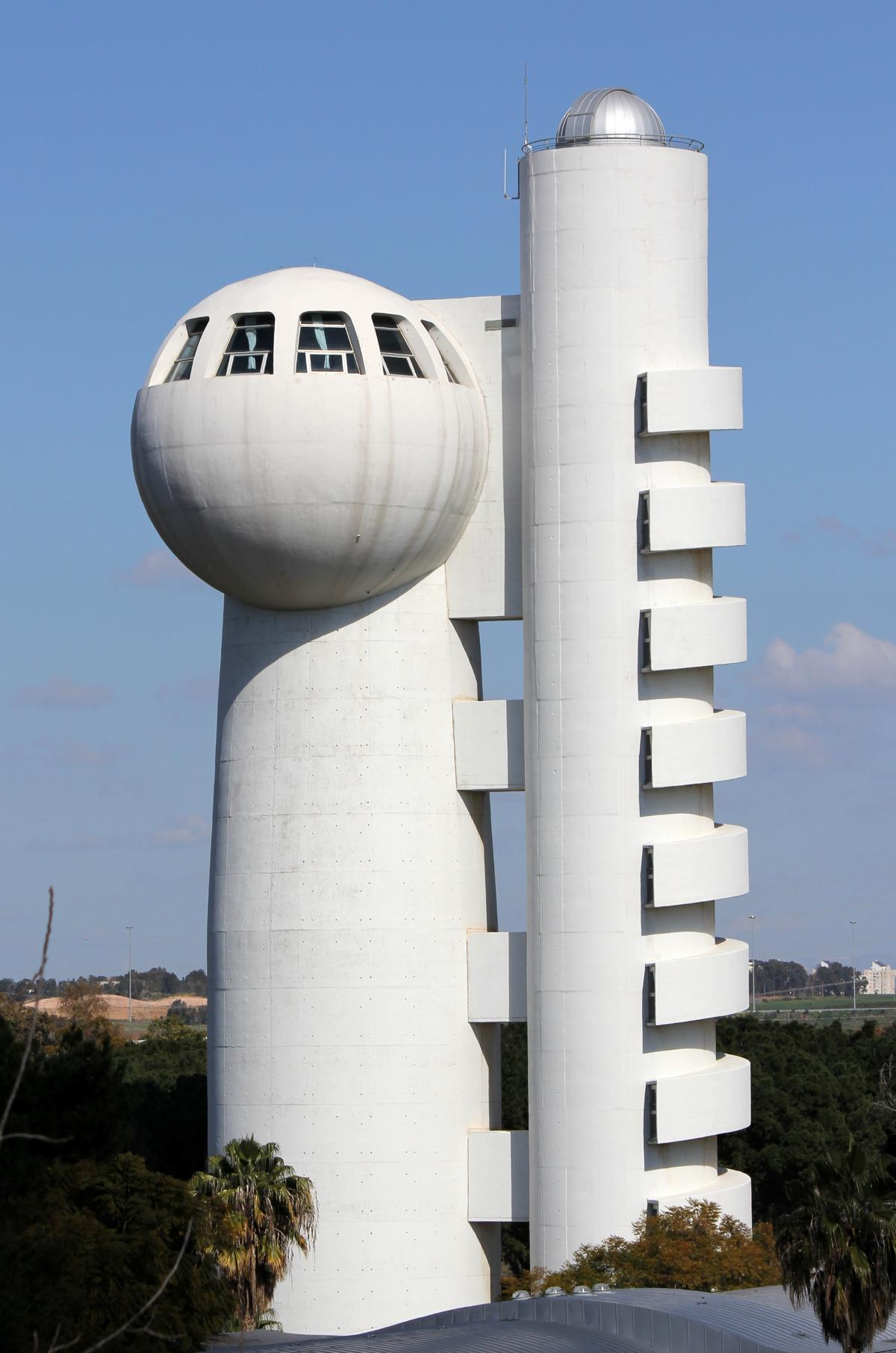
Turm des Koffler-Teilchenbeschleunigers mit angebautem Kraar-Observatorium (2012)

Das Weizmann-Institut für Wissenschaften (hebräisch מָכוֹן וָיְצְמָן לְמַדָּע Machon Weizmann le-Maddaʿ, arabisch مركز وايزمن للمعرفه) ist ein multidisziplinäres Institut für naturwissenschaftliche Forschung und Ausbildung in Rechovot, Israel.
Insgesamt sind drei Nobelpreisträger (Ada Yonath, Michael Levitt, Arieh Warshel, in der Gründung außerdem noch Fritz Haber und Richard Willstätter) und drei Turing-Award-Preisträger (Adi Shamir, Shafrira Goldwasser, Amir Pnueli) mit dem Institut assoziiert.
Am Sonntag, dem 15. Juni 2025, wurde berichtet, dass eine iranische ballistische Rakete das Hauptgebäude traf und erhebliche Schäden verursachte.

## Geschichte
Ursprünglich wurde das Institut 1934 von dem Chemiker und späteren israelischen Präsidenten Chaim Weizmann unter dem Namen Daniel-Sieff-Forschungsinstitut (Daniel Sieff Research Institute) gegründet. Der Name stammte von den Stiftern Israel und Rebecca Sieff aus London in Erinnerung an ihren Sohn Daniel. Der Grund für die Ansiedlung in Rechovot war, dass dort in der Nähe schon ein landwirtschaftliches Forschungszentrum (Volcani-Zentrum, zuerst ab 1921 in Ben Shemen, ab 1932 in Rechovot) war, mit dem Weizmann zusammenarbeiten wollte. Es wurde von Yitzhak Elazari Volcani geleitet, dessen Sohn Benjamin Elazari Volcani als erster Entdecker von (bakteriellem) Leben im Toten Meer bekannt wurde und ab 1936 am Weizmann-Institut war und dort später die Mikrobiologie leitete. Weizmann selbst befasste sich am Institut vor allem mit organischer Chemie (Synthesen aus Produkten in der Landwirtschaft und Petroleumprodukten, dem Entwicklungsstand des Landes angepasst). Er gründete auch, nachdem im Zweiten Weltkrieg pharmazeutische Lieferungen aus Deutschland versiegt waren, mit dem Gründungsmitglied des Weizmann-Instituts, dem Physiker Benjamin M. Bloch (1900–1959), am Institut die Palestine Pharmaceutical Products LTD, die 1941 bis 1949 bestand. Sie war die erste pharmazeutische Gesellschaft in Israel.
Am 2. November 1949 wurde es dann auf den heutigen Namen umbenannt und Chaim Weizmann wurde dessen erster Präsident. Zur Einweihungsfeier sagte Weizmann: „Das Institut ist die Erfüllung einer Vision und die Umsetzung eines Traums in die Wirklichkeit. Es kann viel zum Wohle Israels beitragen, und wenn Frieden in den Nahen Osten kommt, wird es Gutes für unsere Nachbarn tun und Gutes für die Menschheit.“
Der deutsch-jüdische Chemiker und Nobelpreisträger Fritz Haber hatte ursprünglich das Angebot angenommen, erster Direktor des chemisch-physikalischen Instituts zu werden. Das verschob sich aber aufgrund seines sich verschlechternden Gesundheitszustands und er verstarb auf einem Reise-Zwischenstopp in Basel im Januar 1934, bevor er sein Amt antreten konnte. Weizmann konnte aber unter anderem die Unterstützung des mit Haber befreundeten Nobelpreisträgers Richard Willstätter erhalten, der bei der Gründung am 3. April 1934 eine Rede hielt. Das Kaiser-Wilhelm-Institut für Physikalische Chemie von Haber in Berlin-Dahlem, das Weizmann auf Einladung Habers 1932 besuchte, war eines der Vorbilder für das Institut. Die private Bibliothek von Fritz Haber wurde Grundstock der Bibliothek des Weizmann-Instituts.

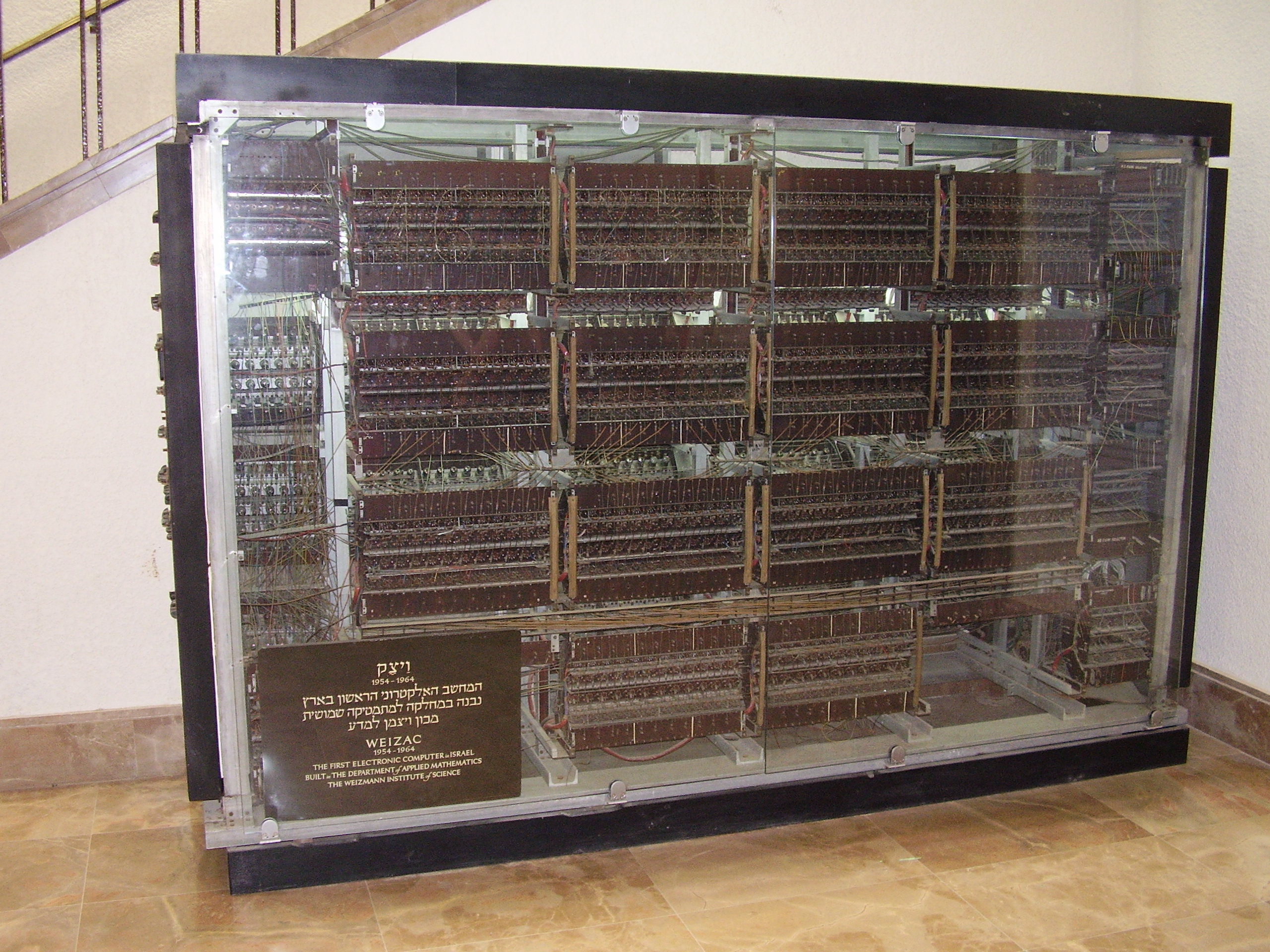
WEIZAC – der erste Computer Israels

Das Weizmann-Institut spielte eine wichtige Rolle in der Entwicklung Israels. Ein früher Themenschwerpunkt war die Krebsforschung, die auch heute einen wichtigen Anteil hat. Verschiedene Medikamente wurden am Weizmann-Institut entwickelt, unter anderem Copaxone und Rebif, welche zur Behandlung von Multipler Sklerose eingesetzt werden. WEIZAC, der erste Computer des Landes – und auch einer der ersten Großrechner weltweit – wurde zwischen 1954 und 1955 im Institut gebaut und anschließend genutzt. Die landesweit erste Abteilung für Kernphysik wurde errichtet und 1976 wurde der mittlerweile außer Betrieb genommene Koffler-Teilchenbeschleuniger fertiggestellt, der heute als Wahrzeichen des Instituts gilt. Das Logo des Instituts ist ein Feigenbaum und wird auch mit dem Baum des Lebens in Verbindung gebracht.
Nahe dem Institut entstand der erste High-Tech-Park in Israel (Kiryat Weizmann) und das Institut war 1959 auch ein Pionier in Israel in der Gründung einer Firma für Technologietransfer (Yeda), die 2021 rund 2000 Patentfamilien verwaltete. Am Institut ist auch das Weizmann-Archiv mit rund 200.000 Dokumenten. Die zugehörige Feinberg Graduate School war die erste akademische Institution in Israel, die Informatik lehrte.

## Finanzierung
Das Weizmann-Institut sieht sich als unabhängige Einrichtung, die nur noch ein Viertel ihres Budgets vom Staat erhält (Stand 2015). Einen beträchtlichen Teil seiner Einnahmen bestreitet es aus Lizenzgebühren für Patente. 2014 hätten Firmen in aller Welt mit hier entwickelten Patenten 29 Milliarden US-Dollar umgesetzt. Lizenzen werden zunächst kostenlos vergeben, das Institut wird nur an möglichem Gewinn beteiligt.

## Institut
Heute arbeiten rund 2600 Forscher, Techniker und Studenten auf dem ca. einen Quadratkilometer großen Campus. Im Unterschied zu vielen anderen wissenschaftlichen Einrichtungen in Israel, wie etwa dem Technion, steht im Weizmann-Institut die Grundlagenforschung im Vordergrund. Die Feinberg Graduate School ist der universitäre Zweig, in dem Master- und Doktorstudien angeboten werden. Die Unterrichtssprache ist Englisch.
Das jährliche Budget beläuft sich auf ca. 1 Milliarde Shekel (~ 200 Millionen Euro). Davon trägt der Staat Israel rund ein Viertel. Der Rest wird durch Forschungsstipendien, Patenteinnahmen und private Spenden aufgebracht.
Fakultäten und Fachbereiche
Das Institut ist in fünf Fakultäten gegliedert: Mathematik und Informatik, Physik, Chemie, Biochemie und Biologie. Die Fakultäten sind wiederum in mehrere Fachbereiche unterteilt.
- Mathematik und Informatik
  - Mathematik
  - Informatik und Angewandte Mathematik

- Physik
  - Physik komplexer Systeme
  - Physik der kondensierten Materie
  - Teilchenphysik und Astrophysik

- Chemie
  - Physikalische Chemie
  - Umweltwissenschaften und Energieforschung
  - Materialien und Grenzflächen
  - Organische Chemie
  - Strukturbiologie

- Biochemie
  - Biologische Chemie
  - Pflanzenwissenschaften
  - Molekulargenetik
  - Strukturelle Proteomik

- Biologie
  - Biologische Regulierung
  - Immunologie
  - Molekulare Zellbiologie
  - Neurobiologie

- Wissenschaftsunterricht

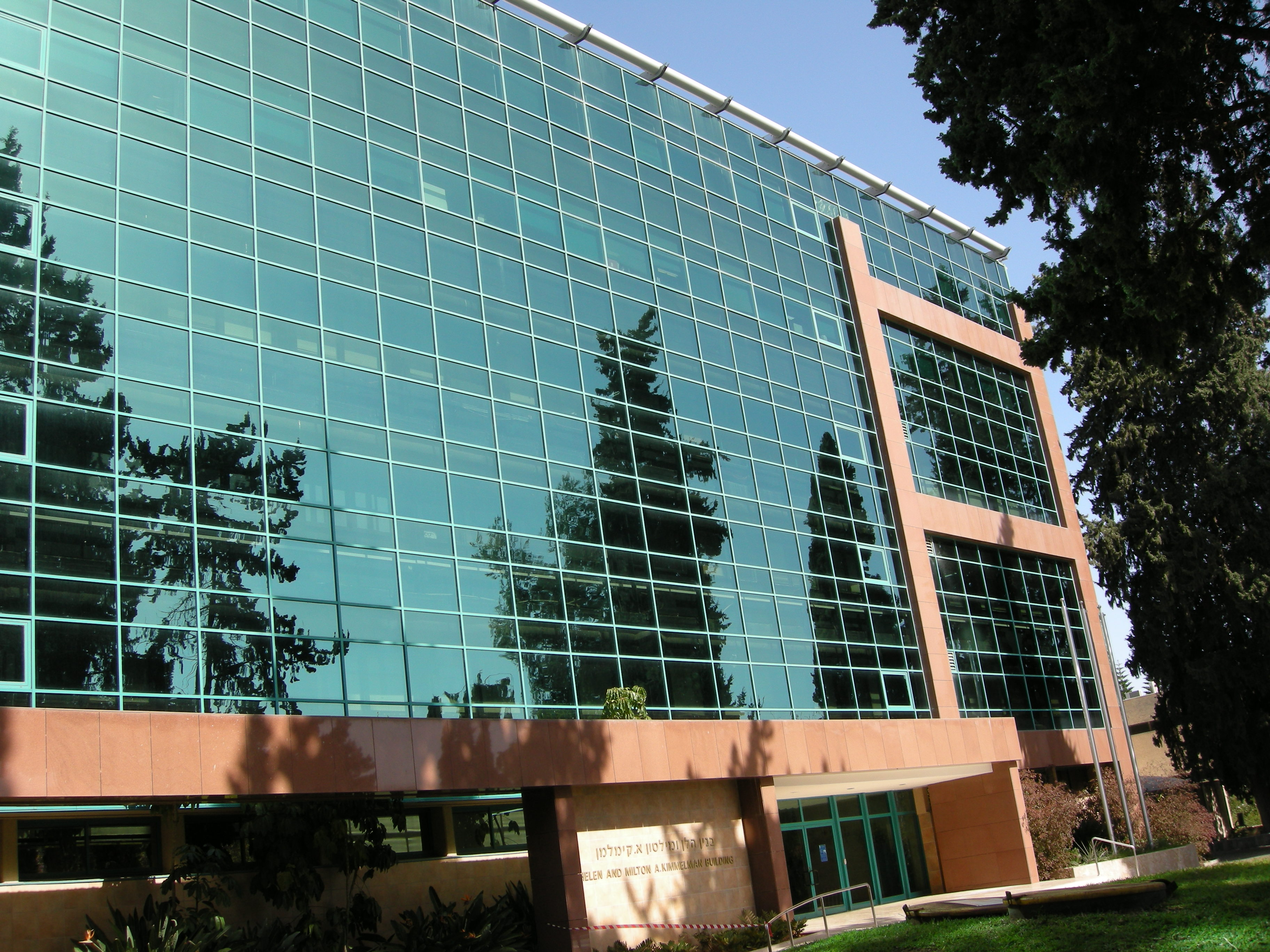
Kimmelman-Gebäude
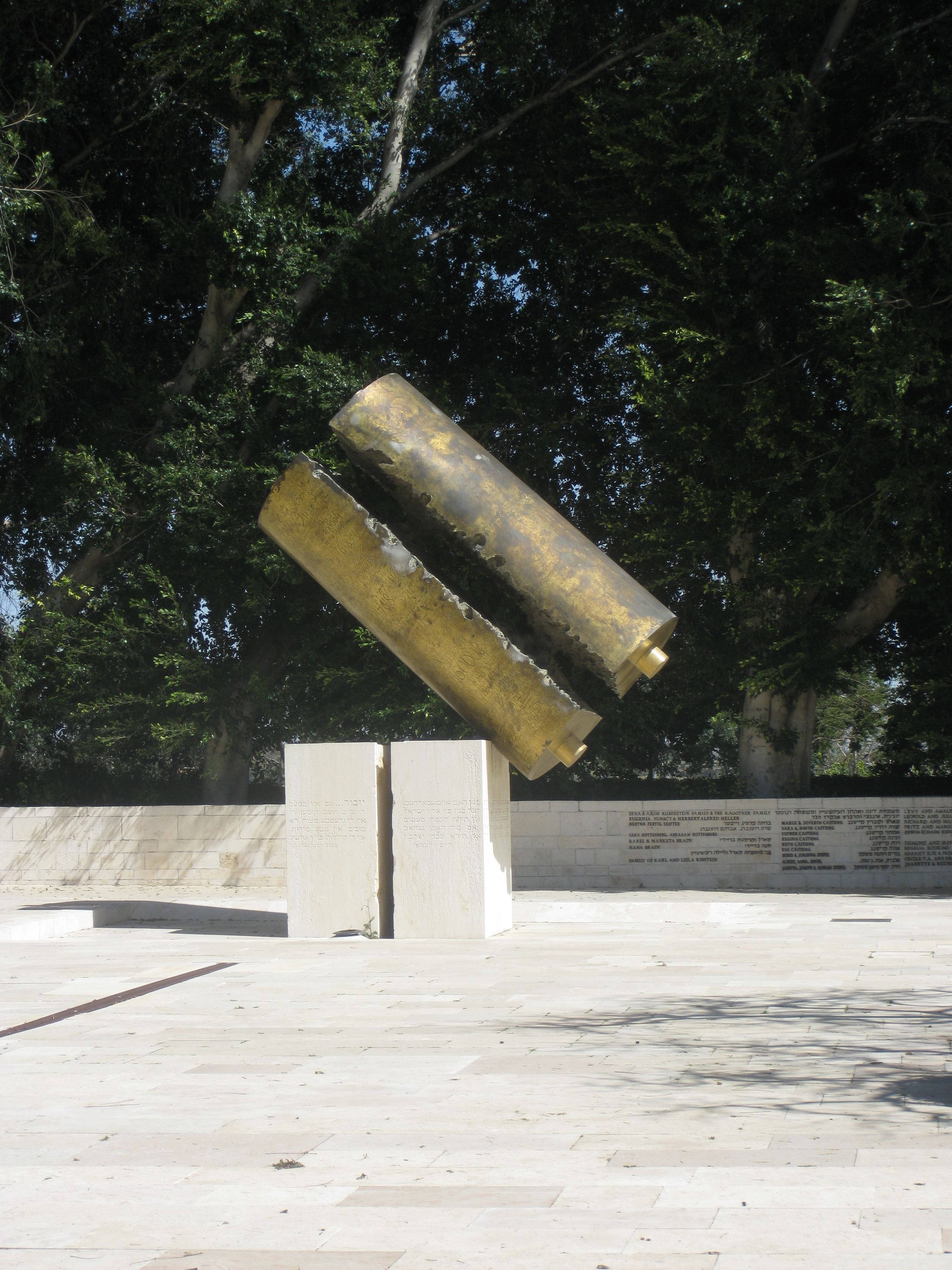
Holocaust-Denkmal von Dani Karavan
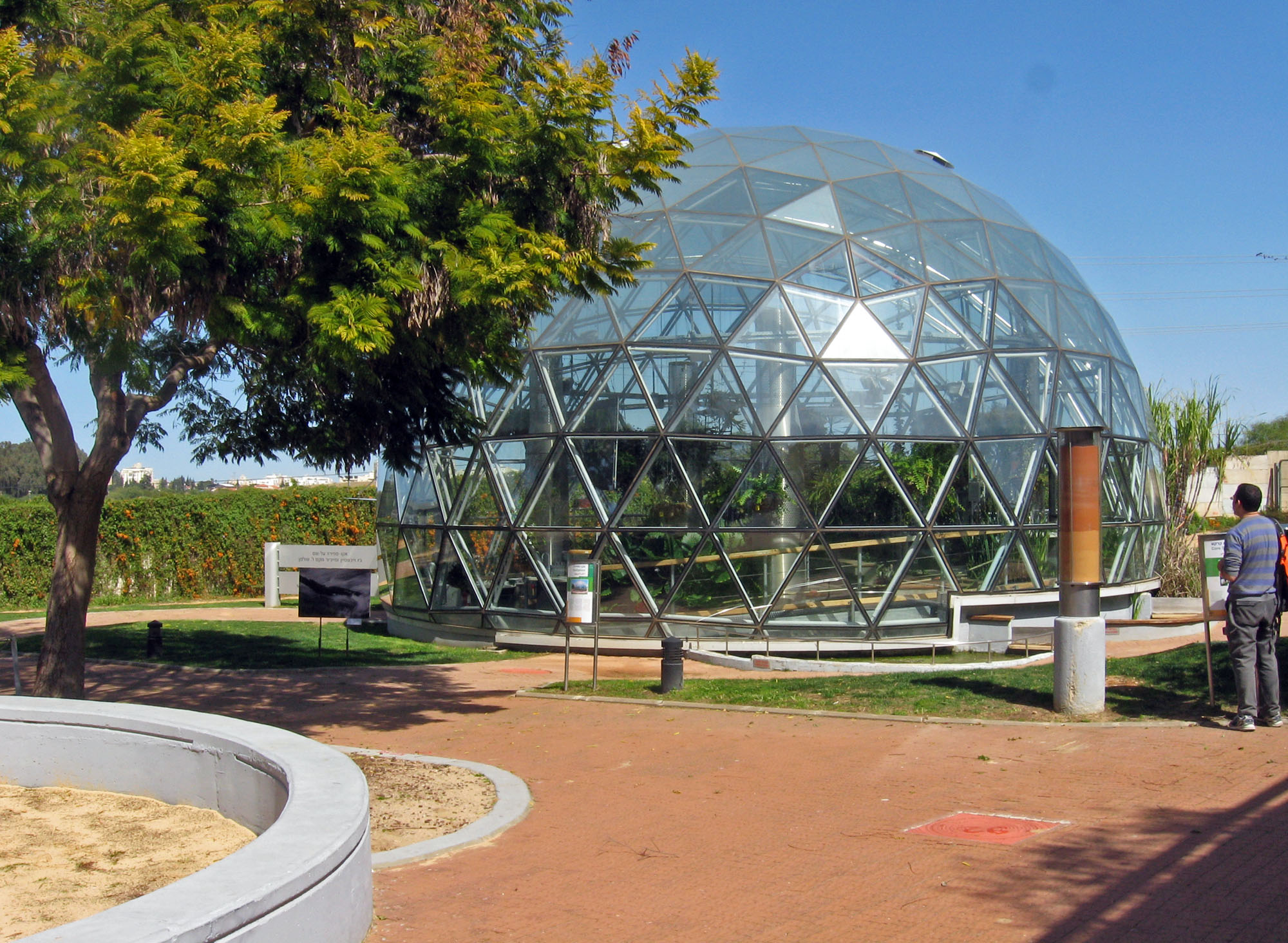
Clore Garden of Science
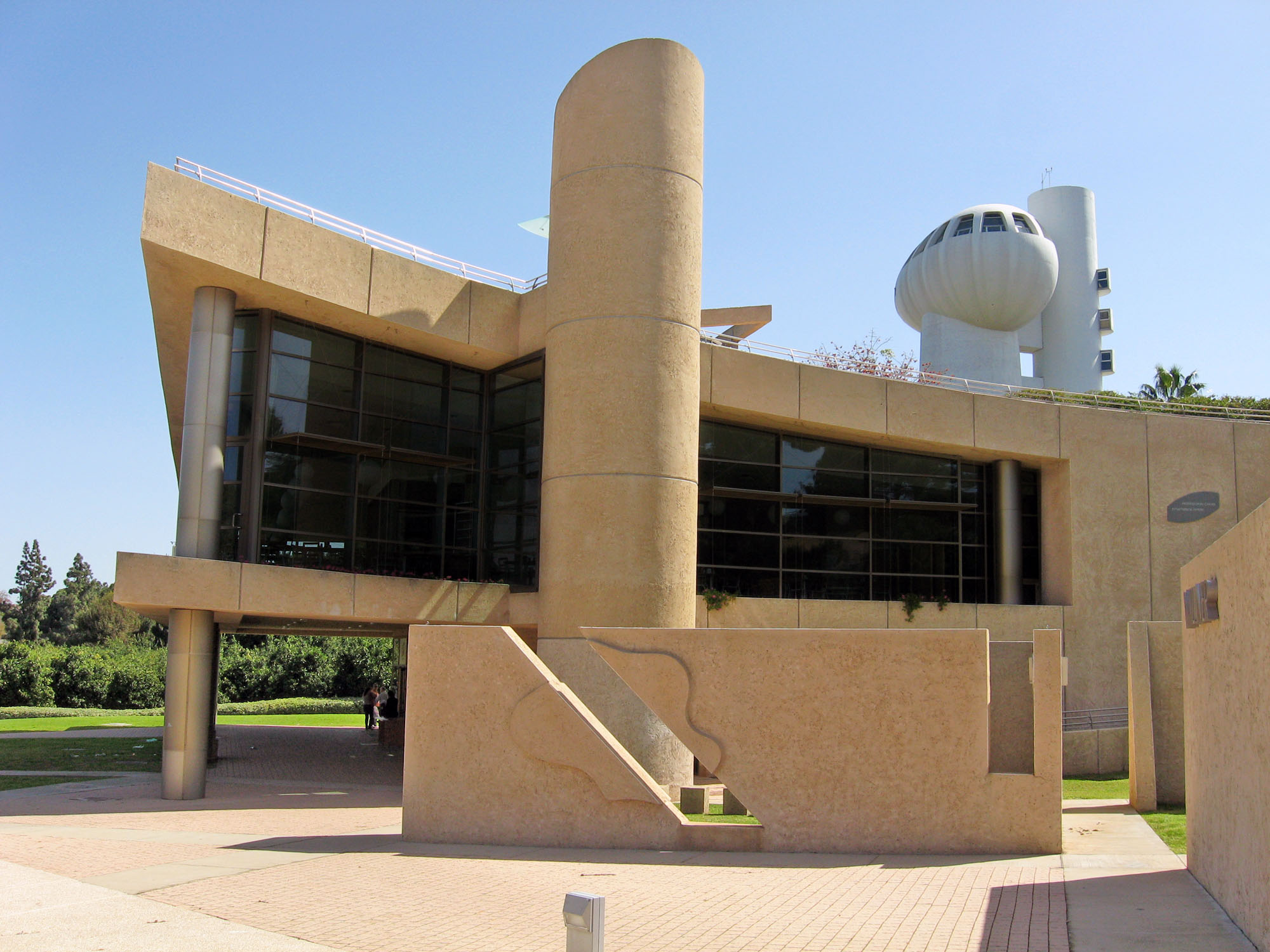
Jubilee Plaza

## Museen
Auf dem Campusgelände des Weizmann-Instituts befinden sich zwei Museen: Der Wissenschaftsgarten (Clore Garden of Science) und das Weizmann-Haus. In dem Wissenschaftsgarten können Naturphänomene in ca. 80 interaktiven wissenschaftlichen Experimenten ergründet werden. Themengebiete sind unter anderem die Gesetze der Physik, Sonnenenergie und Wasserkraft, Schall, und Geometrie. In einer geodätischen Kuppel werden Prinzipien der Ökologie vermittelt. Das Weizmann-Haus ist das von Erich Mendelsohn im Internationalen Stil entworfene Anwesen von Vera und Chaim Weizmann. Nach deren Tod wurde es 1978 als Museum wiedereröffnet, in dem die privaten Räume des ersten israelischen Präsidenten und seiner Frau besichtigt werden können.

## Bekannte Forschende
- Uri Alon (* 1969), Systembiologe

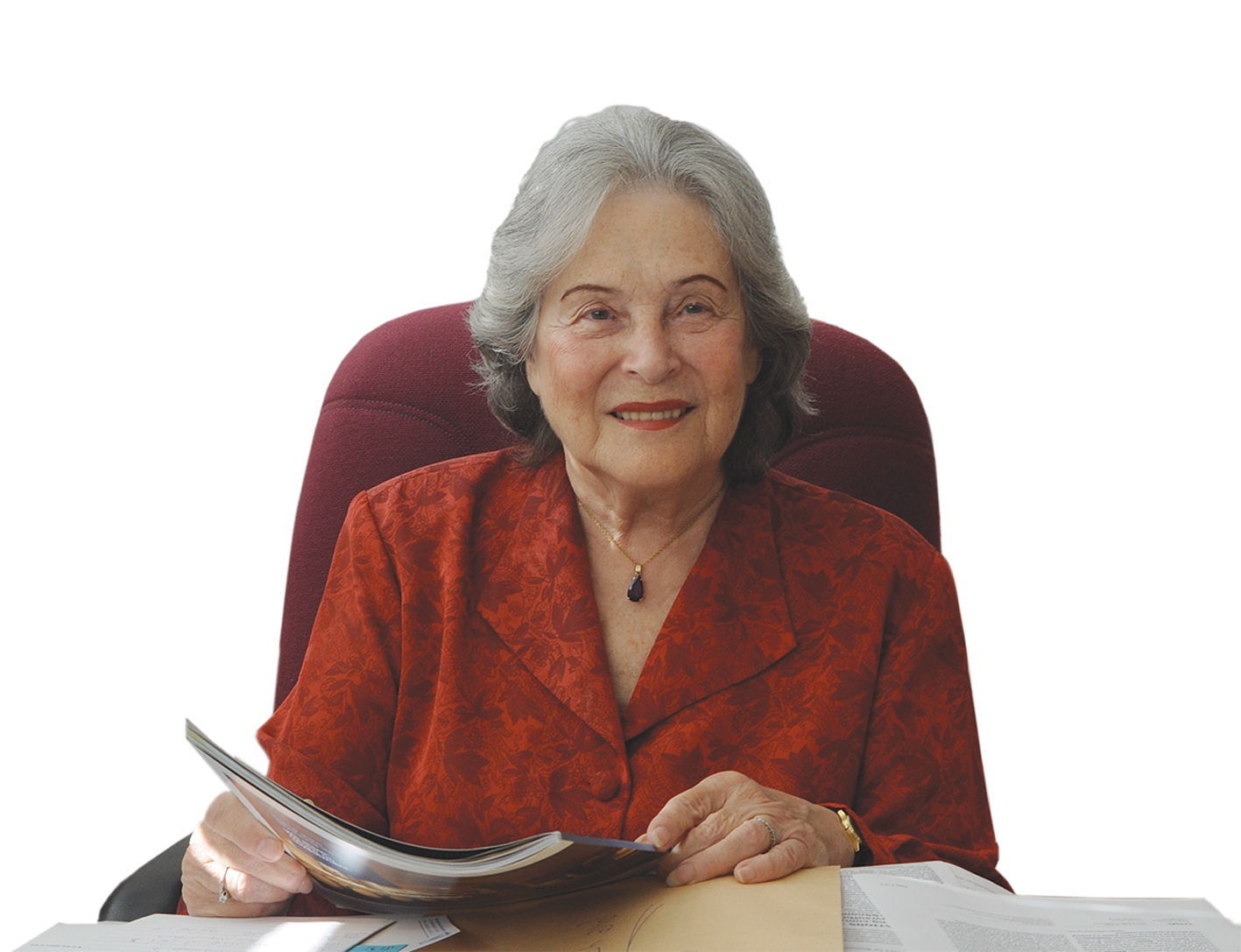
Ruth Arnon, Wolf-Preisträgerin der Medizin (1998)

Leo Sachs, Wolf-Preisträger der Medizin (1980)

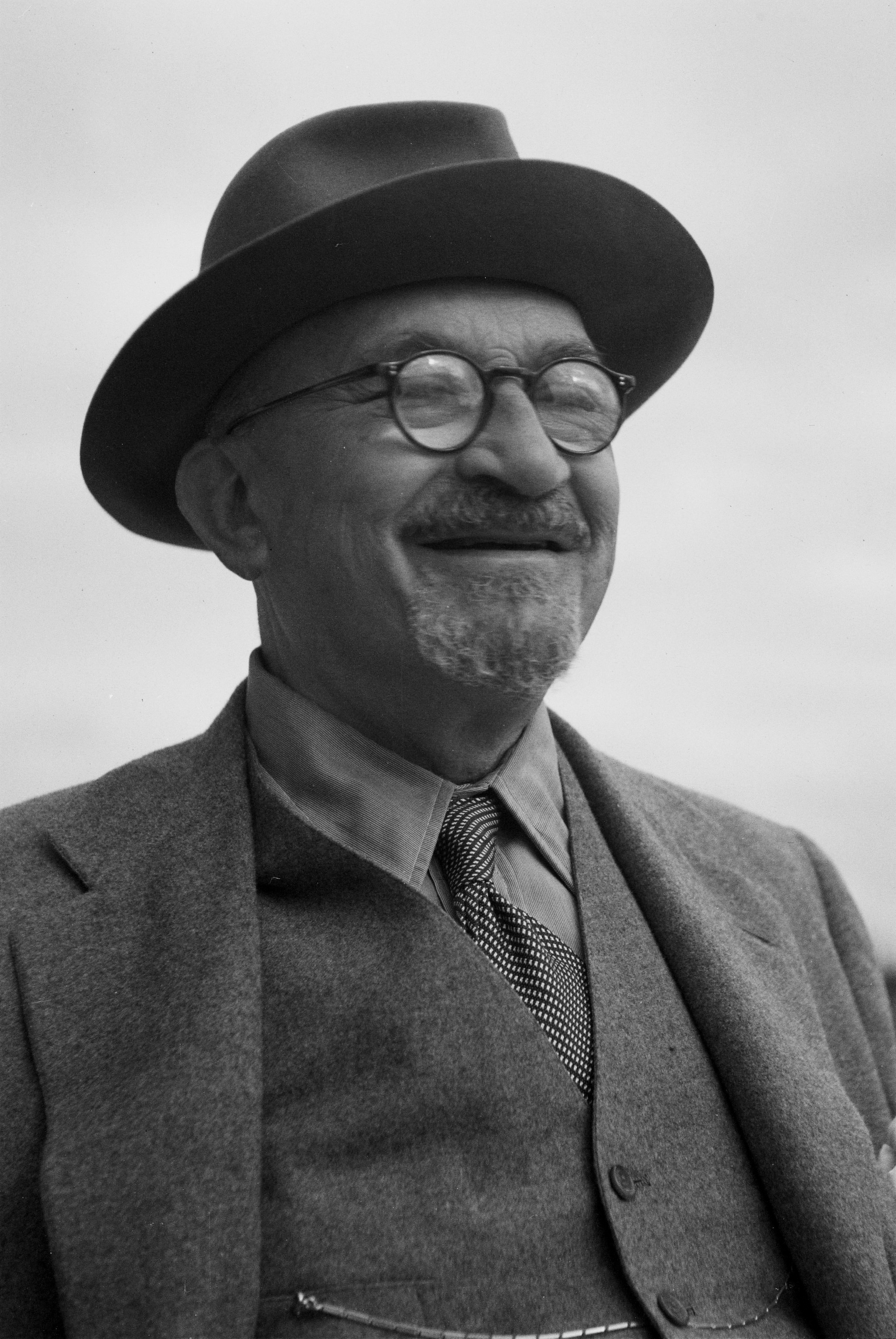
Chaim Weizmann, erster israelischer Staatspräsident

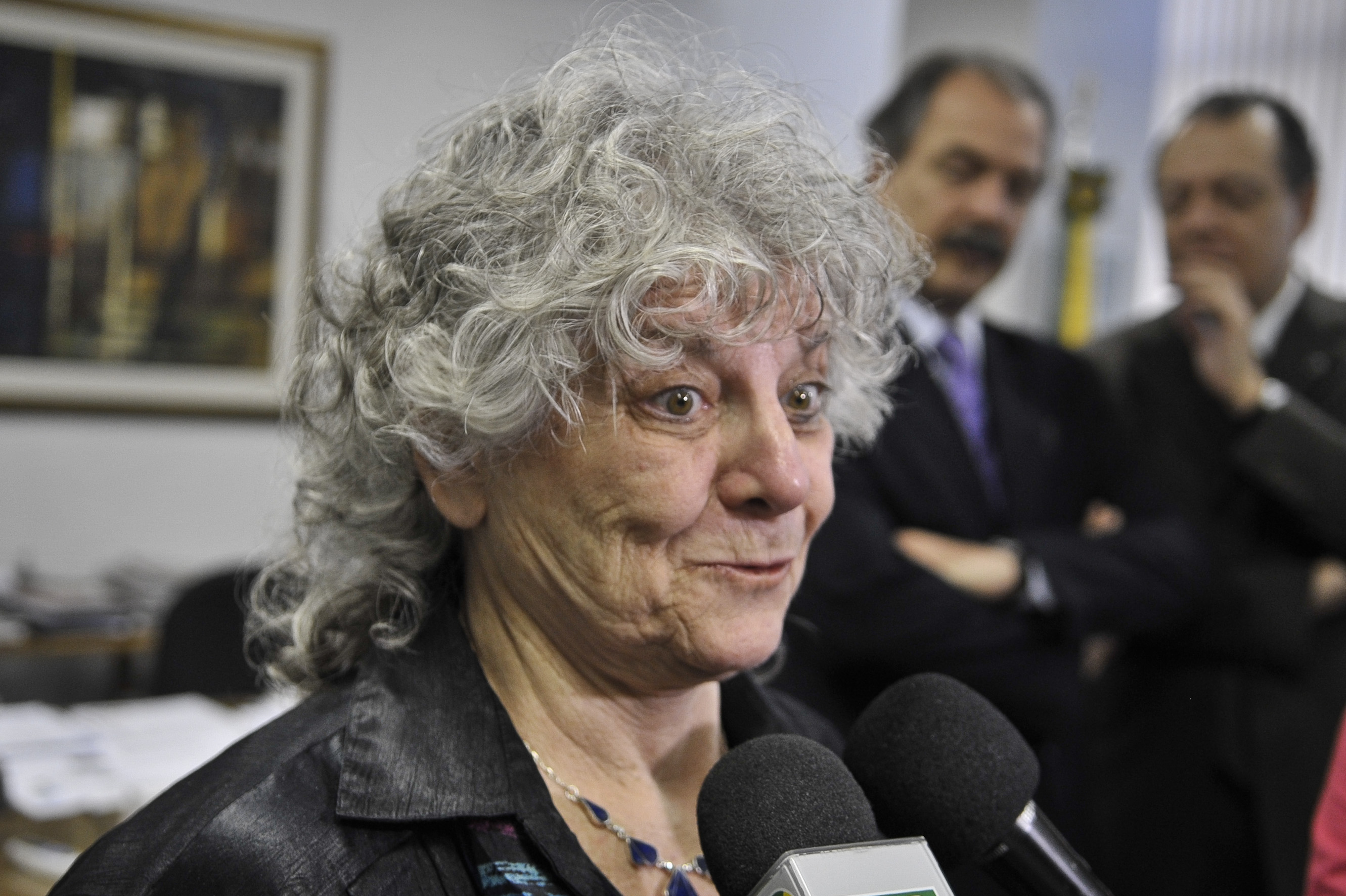
Ada E. Yonath, Nobelpreisträgerin der Chemie (2009)

- Ruth Arnon (* 1933), Immunologin, Wolf-Preis in Medizin 1998
- Mordechai Ben-Ari (* 1948), Informatiker
- Isaac Berenblum (1903–2000), Krebsforscher
- Ernst David Bergmann (1903–1975), Chemiker und Nuklearwissenschaftler
- Achi Brandt (* 1938), Mathematiker
- Irun Cohen (* 1937), Immunologe
- Amos de Shalit (1926–1969), Physiker
- Irit Dinur, Informatikerin und Mathematikerin
- Israel Dostrovsky (1918–2010), Physikalische Chemie
- Harry Dym (1938–2024), Mathematiker
- Ronen Eldan (* 1980), Mathematiker
- Aviezri Fraenkel (* 1929), Mathematiker
- Stephen Gelbart (* 1946), Mathematiker
- Oded Goldreich (* 1957), Informatiker
- Shafrira Goldwasser (* 1958), Informatikerin, zweifache Gewinnerin des Gödel-Preises, Turing Award 2012
- Haim Harari (* 1940), Physiker
- David Harel (* 1950), Informatiker
- Yoseph Imry (1939–2018), Physiker
- Aharon Katzir (1913 oder 1914–1972), Chemiker
- Ephraim Katzir (1916–2009), Biophysiker, vierter Präsident Israels
- Bruria Kaufman (1918–2010), Physikerin und Mathematikerin
- Jacob Klein, Chemiker
- Leslie Leiserowitz (* 1934), Chemiker
- Ulf Leonhardt (* 1965), Physiker
- Alexander Lerner (1913–2004), Mathematiker
- Michael Levitt (* 1947), Chemie-Nobelpreisträger für 2013
- Shneior Lifson (1914–2001), Chemiker
- Harry Lipkin (1921–2015), Physiker
- Henry Markram (* 1962), Neurowissenschaftler
- Mordehai Milgrom (* 1946), Physiker, Entwickler der MOND-Theorie
- David Milstein (* 1947), Chemiker, Israel-Preis 2012
- Moni Naor (* 1961), Informatiker
- Chaim L. Pekeris (1908–1993), Geophysiker
- Amir Pnueli (1941–2009), Informatiker, Turing Award 1996
- Ran Raz, Informatiker
- Omer Reingold (* um 1973), Informatiker
- Albert Sabin (1906–1993), Arzt und Virologe
- Leo Sachs (1924–2013), Molekularbiologe, Wolf-Preis in Medizin 1980
- David Samuel (1922–2014), Chemiker
- Lee Segel (1932–2005), Mathematiker
- Michael Sela (1924–2022), Biochemiker, Wolf-Preis in Medizin 1998
- Adi Shamir (* 1952), Kryptologieexperte, Turing Award 2002
- Franz Sondheimer (1926–1981), Chemiker
- Igal Talmi (* 1925), Physiker
- Dan Tawfik (1955–2021), Biochemiker, EMET-Preis 2020
- Shimon Ullman (* 1948), Informatiker
- Gabriele Veneziano (* 1942), Physiker, einer der Begründer der Stringtheorie
- Benjamin Elazari Volcani (1915–1999), Mikrobiologe
- David Wallach (* 1946), Biochemiker
- Arieh Warshel (* 1940), Chemie-Nobelpreisträger für 2013
- Chaim Weizmann (1874–1952), Chemiker, erster Präsident Israels
- Meir Wilchek (* 1935), Biochemiker, Erfinder der Affinitätschromatographie, Wolf-Preis in Medizin 1987
- Ada Yonath (* 1939), Strukturbiologin, Nobelpreis in Chemie 2009

## Reputation und Rankings
Das Weizmann-Institut wurde 2011 vom amerikanischen Magazin The Scientist aufgrund einer alljährlichen Befragung als bester akademischer Arbeitgeber weltweit eingestuft.
In gängigen internationalen Hochschulrankings ist die Einrichtung unter den besten 150 Hochschulen der Welt:
- Academic Rankings of World Universities 2017: Gruppe der 101–150 besten Hochschulen weltweit[18]

Laut CWTS Leiden Ranking 2015 nahm das Institut basierend auf der Analyse von Zitationen (Impact Factor) von zwischen 2010 und 2013 veröffentlichten Arbeiten für seine Forschungseffekte (research impact) weltweit den zehnten Platz ein.

## Präsidenten
- Chaim Weizmann (Vorgängerinstitut ab 1934 und 1949–1952)
- Meyer Wolf Weisgal 1952–1959 (kommissarisch)
- Abba Eban (1959–1966)
- Meyer Weisgal (1966–1970)
- Albert Sabin (1970–1972)
- Israel Dostrovsky (1972–1975)
- Michael Sela (1975–1985)
- Aryeh Dvoretzky (1985–1988)
- Haim Harari (1988–2001)
- Ilan Chet (2001–2006)
- Daniel Zajfman (2006–2019)
- Alon Chen (seit 2019)

## Schweizer Gesellschaft der Freunde des Weizmann Institute of Science
Die im Jahr 1978 gegründete Gesellschaft mit Sitz Zürich trägt zum Ziel, den wissenschaftlichen Austausch und Dialog zwischen dem Weizmann Institut und dem Forschungs- und Hochschulstandort der Schweiz zu fördern, als auch die Vermittlung etwaiger finanzieller Unterstützung. Die Gesellschaft zählt im Jahr 2018 insgesamt 600 Mitglieder, vornehmlich im Raum Zürich und Basel, in minderem Maße jedoch auch in der französischen respektive italienischen Schweiz.
Jährlich werden Stipendien ausgeschrieben, die jungen Forschenden einen 12-monatigen Aufenthalt am Sitz des Instituts in Rechovot ermöglichen sollen. Die Gesellschaft verfolgt selber keinen wirtschaftlichen Zweck und ist in Zürich als gemeinnütziger Verein eingetragen.
Präsident der Gesellschaft ist Eric Stupp.

## Deutsche Gesellschaft der Freunde des Weizmann-Instituts
Die Deutsche Gesellschaft der Freunde des Weizmann-Instituts e. V. mit Sitz Frankfurt am Main wurde 1981 gegründet. Der unabhängige und gemeinnützige Verein unterstützt die Arbeit des Weizmann-Instituts der Wissenschaften von Deutschland aus. Dazu will der Verein die Unterstützung von staatlichen Stellen, Instituten, Verbänden, Stiftungen, Firmen und Privatpersonen gewinnen. Nach Möglichkeit vermitteln die deutschen Freunde Fördermittel für ausgewählte Forschungsprojekte und andere Aktivitäten des Weizmann-Instituts.
Vorsitzender des Vereins ist Jörg Schweikart. Zu seinen Vorgängern gehören die ehemalige Heidelberger Oberbürgermeisterin Beate Weber sowie Kaspar von Harnier.
Ziel ist es, die langjährige wissenschaftliche Zusammenarbeit deutscher und israelischer Wissenschaftler des Weizmann-Instituts in Deutschland noch bekannter zu machen und den regen Wissenschaftsaustausch auch von jungen Menschen in diesem Bereich weiter zu fördern.

## Sonstiges
Sie verleihen alle zwei Jahre den Weizmann Women in Science Award.